# یونه مورینو
یونه مورینو (ایتالیایی: Jone Morino؛ ‏ ۲۸ آوریل ۱۸۹۶ – ۱۴ سپتامبر ۱۹۷۸) بازیگر اهل ایتالیا بود.
از فیلم‌هایی که وی در آن‌ها نقش داشته است، می‌توان به ترانه بهار، زنجیرهای ناپیدا و شاهین نیل اشاره نمود.